# Campeonato Paulista 1907
In 1907 werd het zesde Campeonato Paulista gespeeld voor clubs uit de Braziliaanse staat São Paulo. De competitie werd gespeeld van 3 mei tot 15 november 1907. Internacional werd kampioen.  

## Eindstand
| Plaats | Club                    | Wed. | W | G | V | Saldo | Ptn. |
| ------ | ----------------------- | ---- | - | - | - | ----- | ---- |
| 1.     | International           | 10   | 7 | 2 | 1 | 23:7  | 16   |
| 2.     | Paulistano              | 10   | 5 | 1 | 4 | 14:15 | 11   |
| 3.     | Americano               | 10   | 4 | 3 | 3 | 20:17 | 11   |
| 4.     | Germânia                | 10   | 5 | 0 | 5 | 18:16 | 10   |
| 5.     | São Paulo Athletic      | 9    | 2 | 2 | 5 | 11:16 | 6    |
| 6.     | Internacional de Santos | 9    | 1 | 2 | 6 | 7:22  | 4    |

|  | Kampioen |

## Kampioen
| Campeonato Paulista de 1907       |
| São Paulo                         |
| --------------------------------- |
| INTERNACIONAL Kampioen (1° titel) |

## Topschutter
| Speler            | Speler | Goals | Club             |
| ----------------- | ------ | ----- | ---------------- |
| Vlag van Brazilië | Léo    | 8     | SC International |